# Сєверцов Микола Олексійович
Микола Олексійович Сєверцов (24 жовтня (5 листопада) 1827 , Воронеж і Ясенки (Воронезька область), Воронезька губернія  — 26 січня (7 лютого) 1885 , Дон ) — російський зоолог і мандрівник. Описав велику кількість нових для науки видів тварин. Батько російського і радянського зоолога, академіка Олексія Сєверцова.

## Вшанування
У 1968 році на честь Миколи Сєверцова Едуард Регель назвав, знайдену Сєверцовим поблизу Чирика рослину Lycoris severzowii, відому зараз, як Унгернія Сєверцова (Ungernia sewerzowii).